# منتخب التشيك لكأس ديفيز
منتخب التشيك لكأس ديفيز (بالتشيكية: Daviscupový tým České republiky)‏ هو ممثل التشيك الرسمي في كرة المضرب في كأس ديفيز.